# Hoymille
Hoymille är en kommun i departementet Nord i regionen Hauts-de-France i norra Frankrike. Kommunen ligger i kantonen Bergues som tillhör arrondissementet Dunkerque. År 2022 hade Hoymille 3 206 invånare.

## Befolkningsutveckling
Antalet invånare i kommunen Hoymille
| Referens: INSEE |